# Ophthalmis haemorrhoidalis
Ophthalmis haemorrhoidalis là một loài bướm đêm trong họ Noctuidae.